# Pommern-Phase
| Glaziale/ Interglaziale | Stadiale/ Interstadiale | Zeitraum (v. Chr.) |
| ----------------------- | ----------------------- | ------------------ |
| Weichsel- Spätglazial   |                         |                    |
| Jüngere Dryaszeit       | 10.730–09.700           |                    |
| Alleröd-Interstadial    | 11.400–10.730           |                    |
| Ältere Dryaszeit        | 11.590–11.400           |                    |
| Bölling-Interstadial    | 11.720–11.590           |                    |
| Älteste Dryaszeit       | 11.850–11.720           |                    |
| Meiendorf-Interstadial  | 12.500–11.850           |                    |
| Weichsel- Hochglazial   |                         |                    |
| Mecklenburg-Phase       | 15.000–13.000           |                    |
| Pommern-Phase           | 18.200–15.000           |                    |
| Lascaux-Interstadial    | 19.000–18.200           |                    |
| Laugerie-Interstadial   | 21.500–20.000           |                    |
| Frankfurt-Phase         | 22.000–20.000           |                    |
| Brandenburg-Phase       | 24.000–22.000           |                    |
| Tursac-Interstadial     | 27.000–25.500           |                    |
| Maisières-Interstadial  | 30.500–29.500           |                    |
| Denekamp-Interstadial   | 34.000–30.500           |                    |
| Huneborg-Stadial        | 39.400–34.000           |                    |
| Hengelo-Interstadial    | 41.300–39.400           |                    |
| Moershoofd-Interstadial | 48.700                  |                    |
| Glinde-Interstadial     | 51.500                  |                    |
| Ebersdorf-Stadial       | 53.500                  |                    |
| Oerel-Interstadial      | 57.700                  |                    |
| Weichsel- Frühglazial   |                         |                    |
| Schalkholz-Stadial      | 60.000                  |                    |
| Odderade-Interstadial   | 74.000                  |                    |
| Rederstall-Stadial      | ?                       |                    |
| Brörup-Interstadial     | ?                       |                    |
| Amersfoort-Interstadial | ?                       |                    |
| Herning-Stadial         | 115.000                 |                    |
| Eem-Warmzeit            |                         |                    |
|                         | 126.000                 |                    |

Als Pommern-Phase wird der vorletzte Eisvorstoß des skandinavischen Inlandeises gegen Ende des Weichsel-Hochglazials bezeichnet. Sie datiert in etwa in den Zeitraum 18.000 bis 15.000 v. Chr.

## Namensgebung und Begriffsgeschichte
Der Begriff Pommern-Phase, auch als Pommersche Phase, Pommersches Stadium oder Pommerscher Vorstoß bekannt, wurde 1925 von Paul Woldstedt eingeführt. Er kennzeichnete als Pommersche Phase die letzte große, zusammenhängende Endmoränenbildungsphase Norddeutschlands. Im Jahr 1928 änderte er den Begriff zu Pommersches Stadium, um ihn der im alpinen Raum gängigen Praxis anzugleichen.
Typusregion der Pommern-Phase ist Pommern, eine gesonderte Typlokalität existiert nicht.

## Geographischer Verlauf
Die Pommersche Haupteisrandlage beginnt im Nordosten Deutschlands östlich von Lübeck, umläuft den Süden Wismars, biegt dann in südöstliche Richtung und passiert 20 Kilometer südlich von Neubrandenburg. Ihre Fortsetzung durch die Uckermark nach Pommern erfolgt über die Ortschaften Neuenhagen – Stara Rudnica – Moryn – Babin – Trzcinna – Barlinek. Sie quert dann das nördliche Polen bei Szczecinek, nördlich Grudziądz, südlich Olsztyn und Ełk. In Südlitauen folgt sie wahrscheinlich der an Vilnius vorbeiziehenden Baltija-Morräne. Sie zieht dann durch das nördliche Belarus und soll laut Woldstedt (1958) im Norden Russlands bis östlich Archangelsk weiterzuverfolgen sein. Zu diesem Zeitpunkt dürfte auch noch die Verbindung zum Barentssee-Eisschild bestanden haben.
Die Fortsetzung nach Nordwesten und Norden über Schleswig-Holstein und Dänemark ist umstritten. Müller u. a. (1995) befürworten eine Fortsetzung um die Fördenenden in Schleswig-Holstein herum über die Sehberg-Randlage (qw5) nach Norden in die Ostjütische Randlage Dänemarks und weiter durchs Kattegat an den norwegischen Schelfrand. Geschiebekundliche Untersuchungen von beispielsweise Smed (1997) hingegen ordnen diese beiden Randlagen dem späteren Gletschervorstoß der Mecklenburg-Phase zu (Jungbaltische Phase). Möglicherweise wurde auch die Mitteljütische Eisrandlage erreicht.

## Stratigraphie und Korrelation
Die zum Marinen Isotopenstadium 2 gehörende Pommern-Phase (W2) folgt stratigraphisch auf die Frankfurt-Phase W1F. Sie wird ihrerseits von der Mecklenburg-Phase abgelöst. Anhand des GRIP-Eisbohrkerns besteht eine Korrelation zum Grönland Stadial 2b (GS-2b). Gewöhnlich lässt sich die Pommern-Phase zweiteilen. Der Haupteisrandlage W2 (oder W2o) vorgelagert findet sich nur wenige Kilometer weiter südwestlich der Maximalvorstoß W2max (oder W2u). Im Stammbecken des Oder-Gletschers folgen auf die Haupteisrandlage noch vier weitere Staffeln (von jung nach alt):
- Ücker-Staffel
- Gerswalder-Staffel
- Zichow-Golmer-Staffel
- Angermünder-Staffel

## Datierung
Im Gebiet des Oder-Gletschers lieferte Liedtke (1996) für die Haupteisrandlage ein konventionelles, kalibriertes Radiokohlenstoffalter von <17.600 Jahren v. h., entsprechend <15.650 v. Chr. Kozarski (1995) extrapolierte aus Liegendsedimenten für die Pommern-Randlage ein etwas älteres Radiokarbonalter von 16200 Jahren v. h. (oder kalibriert 17410 v. Chr.). Lüthgens, Böse & Preusser (2011) bestimmten neuerdings anhand von OSL-Daten ein Alter von rund 18000 v. Chr. für die Randlage. Von der Eisrandlage ausgehende Sanderflächen wurden von denselben Autoren mit 18150±1600 Jahren v. Chr. bei Althüttendorf und mit 17450±2400 Jahren v. Chr. bei Eberswalde datiert. Die endgültige Stabilisierung der Geröllfraktion in der Endmoräne erfolgte gemäß Heine u. a. (2009) anhand von SED-Daten jedoch erst gegen 14450±700 Jahre v. Chr. Für das Abschmelzen der Eismassen nördlich der Randlage fand Rinterknecht u. a. (2010) ein Alter von >15000 v. Chr. Dieselben Autoren weisen dem Stabilisierungsprozess der 30 Kilometer weiter nördlich querenden Gerswalder Rückzugsstaffel ein Alter von 13.250±500 Jahren v. Chr. zu.
Die Pommern-Phase dürfte somit insgesamt gesehen in einen Zeitraum von 18.200 bis 15.000 v. Chr. einzuordnen sein. Werden jedoch Stabilisierungsprozesse mit berücksichtigt so endete sie nach einer generellen periglazialen Stabilisierungsphase um 13000 v. Chr. erst gegen 12.750±1000 Jahren v. Chr. mit dem Abschmelzen von Toteis in der Angermünder Staffel.
Der Vorstoß der pommerschen Eismassen ab 18.200 v. Chr. korreliert mit dem LGM-2, dem letzten Maximum der Weichsel-Kaltzeit (engl. Last Glacial Maximum oder LGM), welches anhand von marinen Isotopenaufzeichnungen bestimmt wurde (Das LGM-1 korreliert mit der Brandenburg-Phase).

## Geologie
In Mecklenburg-Vorpommern lässt sich anhand der Anordnung der Eisrandlagen des Weichsel-Hochglazials eine zeitliche Abfolge erkennen, die ein von Südwest nach Nordost abnehmendes Alter aufweist. So folgt beispielsweise in etwa parallel auf die von Schwerin nach Südosten ziehende W1B-Randlage der Brandenburg-Phase in nur wenigen Kilometern Abstand die Randlage der Frankfurt-Phase W1F.
Das morphologisch herausragendste Element ist jedoch die in Loben gegliederte Pommersche Haupteisrandlage W2 der zweigliedrigen Pommern-Phase. Ihre zugehörige Grundmoräne ist im nordöstlichen Rückland flächenhaft und auch in größeren Mächtigkeiten verbreitet, hiervon ausgenommen sind jedoch Rinnen- und Beckenareale. Die sich nördlich anschließende, von Grundmoränen dominierte Landschaft Vorpommerns wird zu den flachwelligen Nordmecklenburgischen Lehmplatten gezählt, in denen sich der während des Pommerschen Hauptvorstoßes zusammenhängende Rand des Inlandeises aufgrund klimatischer Schwankungen auflöste bzw. nachfolgend oszillierte. Der Maximalvorstoß der Pommern-Phase W2max verläuft parallel zur Hauptrandlinie und ist ihr nur einige Kilometer gen Südwest vorgelagert; er biegt aber mit Erreichen der Warnow nach Westen ab in Richtung Schwerin und nähert sich dort dem Rand der Frankfurt-Phase.
Auf die Pommersche Haupteisrandlage folgt die Rosenthaler Randlage W3R der Mecklenburg-Phase mit ihren modellhaften Stauchwällen und einzelnen Sanderschüttungen.

## Heinrich-Ereignis
Das Heinrich-Ereignis H1, datiert mit rund 15.000 Jahren v. Chr., situiert sich am Übergang von der Pommern-Phase zur Mecklenburg-Phase. Mit ihm korreliert womöglich die weitverbreitete Bildung von periglazialen Decksanden (engl. coversands) wie beispielsweise in den südlichen Niederlanden der Geröllhorizont des Beuningen Gravel Bed, das ab 15.250 v. Chr. zur Ablagerung kam.

## Umweltparameter

### Sauerstoffisotopen
Gemäß dem GRIP-Eisbohrkern befanden sich die δ-18O-Werte zu Beginn der Pommern-Phase auf einem sehr niedrigen Niveau von −42 ‰ SMOW. Sie stiegen dann im weiteren Verlauf stetig bis auf −38 ‰ SMOW an. Als Temperaturproxy deuten sie somit auf sehr kalte Bedingungen am Anfang der Phase (Maximalvorstoß) gefolgt von einer sukzessiven Erwärmung (Haupteisrandlage und Rückzugsstaffeln).